# فهرست پررفت‌وآمدترین فرودگاه‌ها در اتریش
این مقاله شامل فهرست پررفت‌وآمدترین فرودگاه‌ها در اتریش است.

## ۲۰۱۱
فهرست زیر شامل ۶ فرودگاه برتر اتریش بر پایهٔ مسافر در سال ۲۰۱۱ است.
| رتبه | فرودگاه               | مکان      | مجموع مسافران | تغییر سالانه | رتبه تغییر |
| ---- | --------------------- | --------- | ------------- | ------------ | ---------- |
| ۱    | فرودگاه بین‌المللی وین | وین       | ۲۱٬۰۹۶٬۳۸۳    | ۷٫۲%         | بی‌تغییر    |
| ۲    | فرودگاه زالتسبورگ     | زالتسبورگ | ۱٬۷۰۰٬۹۸۳     | ۴٫۶%         | بی‌تغییر    |
| ۳    | فرودگاه اینسبروک      | اینسبروک  | ۹۹۷٬۰۲۰       | ۳٫۵%         | بی‌تغییر    |
| ۴    | فرودگاه گراتس         | گراتس     | ۹۷۶٬۴۱۴       | ۱٫۳%         | بی‌تغییر    |
| ۵    | فرودگاه لینز          | لینتس     | ۶۷۹٬۲۲۰       | ۱٫۹%         | بی‌تغییر    |
| ۶    | فرودگاه کلاگن‌فورت     | کلاگن‌فورت | ۳۷۶٬۱۹۸       | ۱۱٫۹%        | بی‌تغییر    |

## ۲۰۱۰
فهرست زیر شامل ۶ فرودگاه برتر اتریش بر پایهٔ مسافر در سال ۲۰۱۰ است.
| رتبه | فرودگاه               | مکان      | مجموع مسافران | تغییر سالانه | رتبه تغییر |
| ---- | --------------------- | --------- | ------------- | ------------ | ---------- |
| ۱    | فرودگاه بین‌المللی وین | وین       | ۱۹٬۶۸۲٬۵۹۰    | ۸٫۷%         | بی‌تغییر    |
| ۲    | فرودگاه زالتسبورگ     | زالتسبورگ | ۱٬۶۲۵٬۸۴۲     | ۴٫۷%         | بی‌تغییر    |
| ۳    | فرودگاه اینسبروک      | اینسبروک  | ۱٬۰۳۳٬۵۱۲     | ۸٫۰%         | بی‌تغییر    |
| ۴    | فرودگاه گراتس         | گراتس     | ۹۸۹٬۹۵۹       | ۴٫۴%         | بی‌تغییر    |
| ۵    | فرودگاه لینز          | لینتس     | ۶۹۲٬۰۳۹       | ۱٫۳%         | بی‌تغییر    |
| ۶    | فرودگاه کلاگن‌فورت     | کلاگن‌فورت | ۴۲۶٬۹۳۵       | ۴٫۱%         | بی‌تغییر    |